# Jorge Antonio Serrano Elias

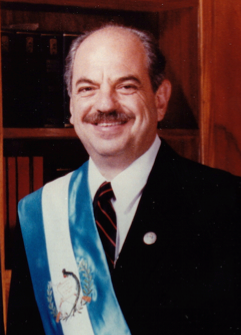
Offizielles Porträt

Jorge Antonio Serrano Elias (* 26. April 1945 in Guatemala-Stadt) war vom 14. Januar 1991 bis 1. Juni 1993 Präsident von Guatemala.

## Leben
Seine Eltern waren Rosa Elías und der Anwalt, Politiker und Oppositionelle gegen die Diktatur von Jorge Ubico Castañeda, Jorge Adán Serrano. Er heiratete Magda Bianchi Lazzari. Sie haben fünf Kinder. Sein Abitur machte er auf dem Liceo Guatemala, welches von Maristen-Schulbrüder geleitet wurde. Er machte einen Abschluss in Produktionsingenieurwesen an der Universidad de San Carlos de Guatemala und der Stanford University.
Er trat in Guatemala in den Staatsdienst ein. Er wurde Mitglied der Democracia Cristiana (DCG). Nach dem Erdbeben von 1976 war er Cooperante von evangelikalen Kirchen beim Wiederaufbauplan.
Er veröffentlichte eine Studie über die Lebensbedingungen der indigenen Bevölkerung, was ihm eine Morddrohung aus rassistischen Kreisen einbrachte, worauf er ein Aufbaustudium in Nordamerika machte.

## Consejo de Estado
Nach dem Putsch von Efraín Ríos Montt im März 1982 kehrte er nach Guatemala zurück. Ríos ernannte ihn zum Vorsitzenden des von Ríos gegründeten Consejo de Estado (Staatsrats). Er bekleidete dieses Amt, bis Óscar Humberto Mejía Víctores den Consejo de Estado im August 1983 abschaffte. Die Zeit der Regierung Ríos, zu welcher Serrano gehörte, stellt einen Höhepunkt der staatlichen Morde, welche zum Teil unter Beteiligung der Patrullas de Autodefensa Civil, begangen wurden, dar.
Bei den Präsidentschaftswahlen am 3. November 1985 war Serrano Kandidat der Partido Democrático de Cooperación Nacional (PDCN) und der Partido Revolucionario (PR). Als sein Stellvertreter war Mario Fuentes Pieruccini vorgesehen. Er erreichte mit 12,6 % der gezählten Stimmen, den dritten Platz nach Jorge Carpio Nicolle (3. Juli 1993 ermordet) Kandidat der Unión del Centro Nacional (UCN), und Marco Vinicio Cerezo Arévalo, Kandidat der Democracia Cristiana (DCG).
Ab September 1987 war Serrano als Vertreter der politischen Parteien einer der vier Mitglieder der Comisión Nacional de Reconciliación (CNR), einer Institution, welche Präsident Cerezo einrichtete, um die Erfüllung der Acuerdo de Esquipulas II zu dokumentieren.
Am 29. März 1990 leitete Serrano die Regierungsdelegation des CNR, welche in Oslo mit den Vertretern der Unión Revolucionaria Nacional Guatemalteca (URNG) das Acuerdo Básico para la Búsqueda de la Paz por Medios Políticos (Grundvereinbarung zur Suche nach Frieden mit politischen Mitteln) unterzeichnete.
Bei den Präsidentschaftswahlen am 11. November 1990 war Serrano Kandidat des Movimiento de Acción Solidaria (MAS), einer evangelikal konservativen Bewegung. Sein Wahlkampfprogramm wies auf traditionelle Familienkonzepte und Ordnungsstaat. Beim ersten Wahlgang erreichte er damit 25,7 % der gezählten Stimmen vor Jorge Carpio von der Unión de Centro Nacional (UCN), Alfonso Cabrera Hidalgo von der Democracia Cristiana (DCG) und Álvaro Arzú Irigoyen von der Partido de Avanzada Nacional (PAN). Bei der Stichwahl am 6. Januar 1991 trat er damit gegen Jorge Carpio, Lobbyist der Arbeitgeber der Grupo Pirámide an und erreichte 68,1 % der gezählten Stimmen. Die Agrupación Nacionalista Guatemalteca (ANG) von Ríos Montt gab eine Wahlempfehlung für Serrano, da Ríos damals die Kandidatur als Putschisten untersagt worden war.

## Präsidentschaft
Serrano war der erste demokratisch gewählte evangelikale Präsident in Lateinamerika. Im Parlament verfügte seine Partei, das Movimiento de Acción Solidaria (MAS) über 18 der 116 Abgeordneten. Serrano bildete sein Regierungskabinett mit Mitgliedern anderer Parteien.
Am 3. April 1991 bot Serrano der Guerilla der Unidad Revolucionaria Nacional Guatemalteca (UNRG) einen „Plan total de paz“ an.
Die Regierungstruppen und paramilitärischen Patrullas de Autodefensa Civil, Todesschwadrone der Mano Blano führten scheinbar weiter ein Eigenleben.
Im ersten Regierungsjahr, 1991 registrierte das Oficina de Derechos Humanos del Arzobispado de Guatemala mehr als 1.000 extralegale Hinrichtungen, Morde, Fälle von Verschwindenlassens und Folter aus politischen Gründen, was einen relativen Rückgang gegenüber den Vorjahren darstellte.
Die Gespräche mit der UNRG wurden am 24. April 1991 in Mexiko fortgesetzt. Es folgten aufeinanderfolgende Runden, welche sich mit verschiedenen Aspekten des Konfliktes beschäftigten, wie: Menschenrechte, Identität und Rechte von indigenen Völkern, Stärkung der Zivilgesellschaft, Aufgaben der Streitkräfte in der Demokratie, soziale, wirtschaftliche landwirtschaftliche Situation, Verfassungsreformen, Eingliederung der Guerilla in das zivile und politische Leben und schließlich ausschließlich militärische Themen, wozu ein Waffenstillstand, die Entwaffnung, die Demobilisierung der Einheiten gehörte.
Serrano richtete zwei direkt dem Büro des Präsidenten unterstellte Institutionen ein: Am 28. Juni 1991 den Fondo Nacional para la Paz (FONAPAZ), mit welchem die Integration von ländlichen Gemeinden gefördert werden sollte und am 12. Juli 1992 die Comisión Presidencial Coordinadora de la Política del Ejecutivo en Materia de Derechos Humanos (Copredeh).
Am 26. Juli 1991 wurden Vereinbarungen über Demokratisierung und am 7. August 1992 die Vereinbarung über die Demobilisierung von Tausenden von Patrulleros de los Comités Voluntarios de Defensa Civil (CVDC), welche die schmutzige Arbeit bei Massakern der Regierungstruppen übernommen hatten, geschlossen.
Am 14. Januar 1993 bot Serrano der UNRG ein Acuerdo integral de paz eine umfassende Friedensvereinbarung mit einer Frist von 90 Tagen, an, mit einer Annahme der Überprüfung der Vereinbarungen durch die UNO und der Anerkennung der Guerilla als kriegsführende Partei im weiteren Sinn. Damit torpedierte er einerseits das Verhandlungskonzept der Vertreter der Regierungstruppen, welche auf Zeit verhandelten, da sie sich militärisch überlegen sahen, andererseits versuchte er sie in Bezug auf Menschenrechte die UNRG in die Pflicht zu nehmen.
Das kriegerische Konfliktlösungskonzept wurde mit der Berufung von General José Domingo García Samayoa als Verteidigungsminister und der Beförderung von General Jorge Roberto Perussina Rivera zum Leiter des Estado Mayor de la Defensa Nacional (EMDN) (Generalstabes) bestätigt. Mit dieser Personalpolitik wurden Massaker in abgelegenen ländlichen Gebieten honoriert.
Im September 1991 erkannte die Regierung Serrano den Staat Belize an, es wurden Botschafter ausgetauscht, was seit 1981 nicht getan worden war. Der Grenzverlauf blieb strittig.

## Serranazo
Am 9. Juni 1990 war der US-Botschaftsangehörige Michael DeVine, (* 1941) von einem guatemaltekischen Drogenhändler ermordet worden. Der Kongress der Vereinigten Staaten wollte über die Beteiligung der militärischen Befehlshaber am Drogenhandel informiert werden und stellte am 22. Dezember 1990 die Militärhilfe ein.
Andererseits konnte das Movimiento de Acción Solidaria MAS bei Kommunalwahlen am 9. Mai 1993 in 276 Municipios ihre Kandidaten als Bürgermeister durchsetzen. Am Vorabend der Kommunalwahlen waren die Gespräche mit der UNRG am Verhandlungspunkt Waffenstillstand eingestellt worden. Seit 5. April 1992 führte Alberto Fujimori eine Regierung ohne Parlament vor. Am 25. Mai 1993 entledigte sich Serrano als Leitung der Exekutive, seines Kontrollorganes, der Legislative: er löste das Parlament auf, dekretierte den Ausnahmezustand. Serrano hob die Verfassung von 1985 auf, ließ die Gebäude des Parlaments, des obersten Gerichtshofes und des Verfassungsgerichtshofes durch Militär umstellen, und erklärte, das sei zur Bekämpfung des organisierten Drogenhandels und der Korruption erforderlich, die sich nach seiner Darstellung in der Leitung des Staates etabliert hätten. Er kündigte Wahlen zu einer verfassunggebenden Versammlung innerhalb von 90 Tagen an.
Er nährte die Vorstellung von der Analogie zum Fujigolpe, als er erklärte, er hätte mit Fujimori telefoniert, da er von allen ausländischen Journalisten nach ihm gefragt würde. Im Brustton des Retters der Nation erklärte er, dass er kein Diktator sei, sondern die Demokratie lieben würde, und prophezeite, dass es bald viele ähnliche Regierungen in ganz Lateinamerika geben würde. Er regte seine lateinamerikanischen Kollegen an, die demokratischen Kontrollsysteme zu reinigen, damit ihnen nicht das Gleiche wie Guatemala widerfährt.
Anders als prophezeit entstand eine beachtliche Protestbewegung aus allen Bereichen der Gesellschaft. Parteien und Nichtregierungsorganisationen stimmten in die internationale Verurteilung von Serrano ein. Ironischerweise stärkte Serrano mit seinem Vorwand, die Straflosigkeit beenden zu wollen, die Rolle der Akteure der Zivilgesellschaft.
Am 30. Mai 1993 richtete Serrano, ernüchtert durch den Protest gegen ihn, ein Angebot an die UNRG; sein Putschregime sei offen für die Teilnahme der Guerilla, um eine neue Verfassung zu erarbeiten. Die Zivilgesellschaft wies dieses Angebot zurück. Das Tribunal Electoral wie Tage vorher der Verfassungsgerichtshof unter dem vorsitzenden Richter Epaminondas González Dubón (3. April 1994 ermordet) erklärte jedweden Wahlaufruf unter den aktuellen Bedingungen für ungültig.
Am 1. Juni 1993 war Serrano politisch isoliert, die USA und die EU hatten finanzielle Sanktionen verfügt, seine Vertrauensleute, die Generäle García Samayoa und Perussina riskierten ihre Position in der Armee. García Samayoa entschied, dass der Leiter des Estado Mayor Presidencial (EMP), General Francisco Ortega Menaldo, Serrano das Ende seiner Präsidentschaft zu vermitteln habe. Serrano trat zurück und flüchtete nach El Salvador.
Die Militärs blieben initiativ und versuchten, Serranos Stellvertreter Gustavo Adolfo Espina Salguero als Präsidenten zu installieren. Gustavo Adolfo Espina Salguero hatte sich am Putsch vom 25. Mai beteiligt. Am 5. Juni 1993 erklärte das Parlament den Posten des Präsidenten und seines Stellvertreters für unbesetzt und beauftragte Ramiro de León Carpio mit dem Präsidentenamt für die verbleibende Amtsperiode von Serrano bis 14. Januar 1996.

## Exil in Panama
Von El Salvador begab sich Serrano nach Panama wo Guillermo Endara Galimany regierte und ihm Asyl gewährte. Serrano widmete sich dem Coaching, Immobilieninvestmentberatung und leitete ein Steinbruchunternehmen. Politische Äußerungen waren nicht zu vernehmen.
Am 15. Juni 1993 eröffnete der Generalstaatsanwalt von Guatemala ein Untersuchungsverfahren gegen Serrano wegen massiver Korruption. Untersucht wurden u. a. die Delikte Verfassungsbruch, Amtsanmaßung, Amtsmissbrauch, Amtsflucht, Betrug, Unterschlagung, Veruntreuung von öffentlichen Mittel, widerrechtliche Aneignung von Land etwa 14 wirtschaftliche und politische Delikte.
Das Außenministerium von Guatemala stellte basierend auf den Vorwürfen der Staatsanwaltschaft, 1993, 1994 und 1998 Auslieferungsanträge bei der Regierung von Panama. Am 4. Juni 2002 stellte Mario Leal für das Ministerio Público unter Einschaltung von Interpol einen Haftantrag, welcher vom Juzgado IV de Primera Instancia verfügt wurde. Zu den Vorwürfen gehört die Veruntreuung von mindestens 134 Mio. Quetzales (17,3 Mio. USD) aus Reptilienfonds.

## Imaculata Presidencia
Serrano kam mit seiner Frau zu mehreren Presserunden und verteidigte seine Unschuld, zerstreute jedwede Verbindung zu korrupten Machenschaften, versicherte, dass er das Opfer von politischer Verfolgung sei, welche ungerecht und durch bestimmte Unternehmerfamilien in Guatemala orchestriert würde, verneinte eine geschäftliche Beziehung mit dem damaligen Präsidenten Alfonso Antonio Portillo Cabrera, ebenfalls ein politisches Ziehkind von Efraín Ríos Montt, welches in Bezug auf Korruption die von Serrano beteuerte Unschuld relativ glaubhaft macht.
Die Aufdeckung einer Verschwörung gegen seine Regierung hätte ihm 1993 keine andere Wahl gelassen als die Institutionen der Legislative und der Judicative aufzulösen. „mächtige und einflussreiche Persönlichkeiten aus dem privaten Sektor“ welche sich mit dem damaligen Leiter der Dirección de Inteligencia del Estado Mayor de la Defensa Nacional und späteren Leiter des Estado Major Presidencial Oberst Otto Pérez Molina verbündet hätten. Er stellte fest, dass er weder zurücktrat noch sich aus seinem Amt entfernt hätte, sondern durch Militärs unter dem Befehl von General Mario René Enríquez Morales abgesetzt wurde.
Im Juni 2003 verbreitete Serrano, dass er seine Rückkehr nach Guatemala vorbereiten würde um seinen Namen reinzuwaschen und die Diffamierung, deren Opfer er geworden ist aufzuklären.
Im Mai 2005 erklärte Serrano, welcher sich mittlerweile zu einem beträchtlichen Vermögen bekennt, dass er Nichts was er in seiner kurzen Präsidentschaft getan hat bereut. Mag sein, dass er sich mit der Auflösung des Parlamentes und des obersten Gerichtshofes getäuscht hat, da diese seine Unterstützung durch die Bevölkerung untergraben haben. Auf seine Ankündigung von 2003 angesprochen erklärte er, dass er nicht so dumm sein würde sich Anschuldigungen zu stellen, welche er noch nicht einmal kennt.
2003 beantragte sein Anwalt beim Juzgado IV de Primera Instancia, dass das Verfahren gegen Serrano abgeschlossen wird, was das Gericht zurückwies und der Verfassungsgerichtshof bestätigte.
In Prensa Libre stellt Serrano feststellt, dass die Justiz in Guatemala entführt sei und das die Wirtschaft von Guatemala von den Geschenken aus dem Ausland und den Remesas (Auslandsüberweisungen von Guatemaltekischen Staatsbürgern) leben würde.
Zeitgleich stellte die Staatsanwältin für Verwaltungsdelikte Ana Patricia Lainfiesta einen weiteren Antrag auf Auslieferung von Serrano an die panamaische Regierung.